# Doug Fieger
Douglas Lars "Doug" Fieger (20. srpna 1952, Oak Park, Michigan, Spojené státy – 14. února 2010, Woodland Hills, Kalifornie, Spojené státy) byl americký hudebník a zpěvák-skladatel a frontman novovlné skupiny The Knack a spolu s Berton Averreem napsal píseň "My Sharona", mezinárodní hit roku 1979.